# Jaboroseae
Jaboroseae, biljni tribus iz porodice krumpirovki (pomoćnica), dio potporodice Solanoideae. Sastoji se od dva Južnoamerička roda.
Ime tribusa prihvaćeno je u 6 mjesecu 2023.

## Rodovi
1. Jaborosa Juss. (22 spp.)
2. Latua Phil. (1 sp.)